# 8 (число)
Вижте пояснителната страница за други значения на 8.
Осем е естествено число, предхождано от седем и следвано от девет. С арабски цифри се изписва 8, с римски – VIII, а по гръцката бройна система – Ηʹ. Цифрата 8 (осем) се нарича още осмица или осморка.

## Математика
- 8 е четно число.
- 8 е съставно число.
- 8 = 2³
- 8 е число на Фибоначи.
- 8 и 9 са единствените поредни точни степени (2³+1 = 3²).
- 8 е сбор на първата двойка прости числа близнаци 3 и 5, които са и първите две нечетни прости числа.
- Многоъгълник с 8 страни (и ъгли) се нарича осмоъгълник или октагон. Правилният осмоъгълник има вътрешен ъгъл от 135°.
- Многостен с 8 стени се нарича октаедър.
- Кубът има 8 върха.
- 8 е основа на осмичната бройна система.
- 8 бита са равни на 1 октет и най-често на 1 байт.

## Друго
- 8 е атомният номер на химическия елемент кислород.
- Осмият месец в годината е август.
- В Слънчевата система има 8 планети и осмата е Нептун.
- Паяците и октоподите имат по 8 крайника.
- Осма топка – вид игра на билярд, кръстена на черната топка с номер 8.
- Октет е ансамбъл от 8 изпълнители и музикалното произведение за тях.
- Октава е музикален интервал от 8 степени.
- Октан (C8H18) е въглеводород с 8 въглеродни атома.
- Осмица е приспособление в алпинизма.